# 西宁曹家堡国际机场
西宁曹家堡国际机场，位于青海省海东市互助土族自治县，为民用国际機場，同时也是青海省的省会机场和青藏高原区域枢纽机场。2018年，西宁曹家堡国际机场旅客吞吐量633.96万人次，同比增长12.7%；货邮吞吐量3.38万吨，同比增长22.4%；起降5.50万架次，同比增长13.5%。2023年，該機場錄得乘客流量 7,022,325人次，飛機起降62,255架次 ，貨物吞吐量 31,385.5公噸。

## 概述
西宁曹家堡机场于1991年12月27日建成通航，位于青海省互助县高寨街道境内，海拔2184.2米，距西宁大什字25.5公里，飞行区属4E级干线机场，可满足A330及以下机型起降。2005年11月完成一期扩建，2013年7月完成二期改扩建，目前跑道长3800米，宽45米，登机桥13个，机位29个，可满足大型飞机如空客A330及其以下机型起降，二期候机楼面积4.2万平米，可满足年旅客吞吐量800万人次的需求。西宁机场三期工程预计将于2018年开工建设。 
目前有南航、国航、东航、深航等7家航空公司在机场运营，截止2014年11月，西宁机场国内航线超过55条，通航点43个。

## 历史

### 乐家湾机场

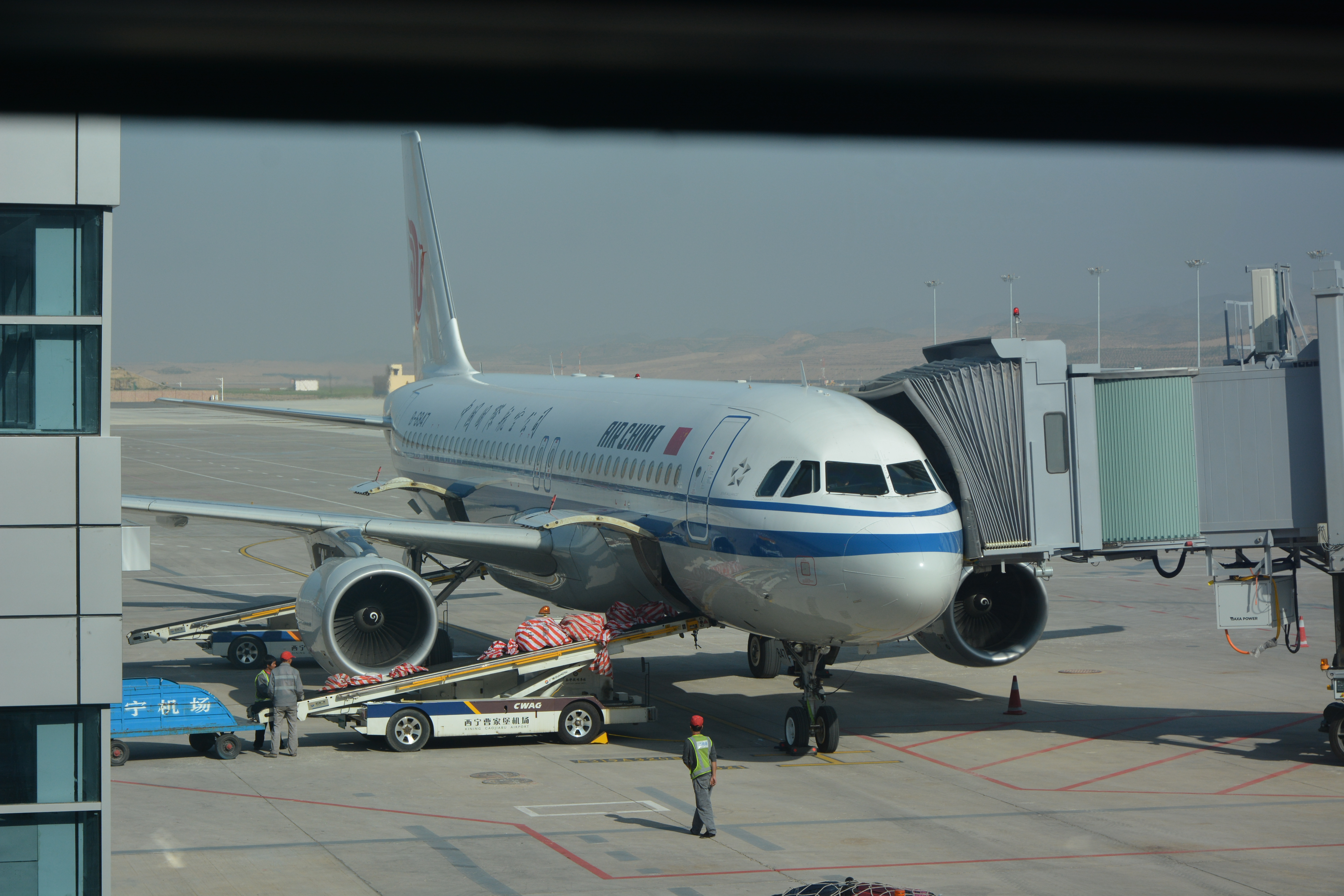
一架中国国际航空的空客A320在西宁曹家堡机场

曹家堡机场其前身是西宁东郊的乐家湾机场，始建于1931年，当时，青海省政府在乐家湾整修了一片长宽各1000米，面积100万平方米的空地，辟为乐家湾飞机场，1933年6月5日全场扩大长宽各1600米，面积250万平方米。中华人民共和国成立前，青藏高原地区民用航空业基本为空白，1939年开辟了西宁—兰州航线，不久后废弃。
1949年后，随着国民经济的迅速发展和人民生产生活的需要，青藏高原地区的民用航空业才进入了发展的时期。1957年，青海省政府对乐家湾机场进行了改造，修筑了长2600米、宽60米的单向沥青跑道、综合候机室、招待所、调度指挥塔、通讯导航发射台等主要建筑。1958年1月正式开航使用。当时的乐家湾机场为军民合用机场，机场开通后又开通了西宁——兰州——包头——北京航线，年旅客吞吐量不足千人。然而，由于机场是单向土石跑道，净空条件差，仅能满足伊尔-14型以下机型起降，无法适应青海经济的发展，同时也严重地制约了民航业的发展。
1975年5月22日青海省革委会就迁建西宁乐家湾机场向中华人民共和国国务院提交报告。报告提出，西宁乐家湾机场不适应青海省民航事业发展和战备需要，请求将西宁乐家湾机场迁建，建议列入国家“五五”计划，分年投资建设。

### 曹家堡机场
1985年5月17日，国务院、中央军委批准新建西宁曹家堡机场，机场总投资1.3亿元(实际完成1.9825亿元)按4D级机场标准修建。省政府将机场修建工程正式列入青海省“七五”计划重点建设工程，1989年10月27日，新建工程正式获得批准开工，经过3000多名建设者长达6年的艰苦努力，西宁曹家堡机场于1991年基本建成，同年12月正式交付使用。当时，在Ⅲ级大面积湿陷性黄土带上修建大型机场和工程建设中处理1700万立方米土方量在国内机场建设史上尚属首例。西宁曹家堡机场的建成使用，结束了青海没有民用机场的历史，机场建成后装备有八十年代较先进的通信导航和夜航设备，可供双向起降波音757、MD-82、图-154等大、中、小型飞机。西宁曹家堡机场投入使用后，先后开辟了西宁至北京、广州、上海、西安、乌鲁木齐、成都、重庆、深圳、昆明、敦煌、格尔木、郑州、青岛、南京、杭州、长沙、银川等多条航线，业务量快速上升。
2005年11月，西宁曹家堡机场完成一期扩建，航站楼面积10727平方米，按满足2010年旅客吞吐量86万人次、高峰小时518人次、货邮吞吐量9500吨设计。
2008年12月18日，西宁曹家堡机场二期扩建工程举行奠基仪式，被列为青海省“十一五”重点建设项目，工程设计目标年为2020年，按照满足年旅客吞吐量400万人次和货邮吞吐量3万吨的需要设计。项目总投资22.6亿元，主要建设内容有：在距离现跑道中线北侧新建一条长3800米的跑道，将现有跑道改造为平行滑行道并向西延长800米，可供大中型飞机全天候起降；新建停机坪22万平方米、机位33个，可全天候、双向起降各类大中型飞机；新建航站楼3.93万平方米,货运用房6900平方米；新建航管楼4000平方米，配套建设通信、气象、导航、供电、给排水、污水污物处理、消防救援以及辅助生产和生活设施。
2011年8月23日，西宁机场二期工程新建跑道试飞成功，成为西宁机场扩建工程首个建成项目。
2011年10月20日，西宁机场新跑道正式投入运行，旧跑道改为平行滑行道使用。
2012年8月23日，西宁机场平行滑行道延长段正式投入使用，整条平行滑行道贯通使用。
2013年7月28日，占地4.2万平方米的西宁曹家堡机场二期航站楼正式启用，并迎来该省首架通过融资租赁引进的空客A320飞机。T2航站楼出发大厅设有28个值机柜台，12条安检通道，候机大厅设有14个登机口，10部登机桥,可满足2020年旅客吞吐量750万人次的需求，西宁空中开放门户进一步扩容。
2013年11月8日，西宁T1航站楼改造工程正式建设，并于2014年8月顺利通过行业验收。工程在原航站楼主体结构不变的前提下，按照标准的国际旅客进出口流程和功能设计进行改造，包括国际出境和国际入境两部分，并单独设置了国际旅客远机位到达功能。改造面积为7500平方米，其中检验检疫、海关、边检单位使用面积约为2000平方米，旅客使用面积约为5500平方米。
2014年12月3日，经过改造后的T1航站楼投入使用，改为国际航站楼，工程总投资3372万元人民币，总建筑面积7500平方米，也是青藏高原唯一的国际航站楼。同时2014年12月西宁机场国际航空口岸正式运营，集中开通了至曼谷、首尔和台北三条国际航线。
2018年9月28日，西宁曹家堡国际机场揭牌仪式举行，西宁曹家堡机场正式更名为“西宁曹家堡国际机场”。
2019年5月17日，国家发展改革委批复了三期扩建工程空管工程工程项目建议书。2020年3月6日，国家发展改革委批复了工程可行性研究报告。2021年2月7日，民航西北地区管理局批复了初步设计。

## 航空公司與航点

### 境內航线
| 航空公司     | 目的地                                                                                    |
| ------------ | ----------------------------------------------------------------------------------------- |
| 中国东方航空 | 北京/大兴、成都/天府、德令哈、格尔木、桂林、果洛、昆明、上海/浦东、太原、西安、玉树、郑州 |
| 中国南方航空 | 广州、北京/大兴、重庆、贵阳、杭州、乌鲁木齐、长沙                                         |
| 四川航空     | 成都/天府、重庆、拉萨、绵阳、西安、三亚（经停泸州）                                       |
| 西藏航空     | 成都/双流、拉萨、果洛、格尔木、西安、南京                                                 |
| 厦门航空     | 北京/大兴、武汉、西安、郑州                                                               |
| 中国国际航空 | 北京/首都、成都/双流、成都/天府                                                           |
| 长龙航空     | 成都/双流、杭州、洛阳                                                                     |
| 山东航空     | 西安、银川、郑州                                                                          |
| 华夏航空     | 呼和浩特、兴义（經停重庆）                                                                |
| 深圳航空     | 深圳、武汉、西安                                                                          |
| 成都航空     | 成都/天府、哈尔滨                                                                         |
| 奥凯航空     | 乌鲁木齐、长沙                                                                            |
| 吉祥航空     | 上海/浦东、西安                                                                           |
| 重庆航空     | 重庆                                                                                      |
| 海南航空     | 西安                                                                                      |
| 长安航空     | 西安                                                                                      |
| 东海航空     | 南通（经停郑州）                                                                          |

### 港澳台/國際航线
| 航空公司 | 目的地         |
| -------- | -------------- |
| 香港航空 | 香港（季節性） |

## 管制
| 类型             | 名称       | 频率（兆赫兹）              |
| ---------------- | ---------- | --------------------------- |
| 自动终端情报服务 | ATIS       | 126.85 D-ATIS Available     |
| 塔台             | XINING TWR | 118.5、备用124.35           |
| 进近             | XINING APP | 119.2、119.875、备用119.625 |
| 地面             | XINING GND | 121.6                       |
| 现场保障         | XINING GND | 131.9                       |

## 交通

### 机场巴士
- 机场开途经：乐家湾(团结桥)→民院→八一路民航售票处→七一路口(邻近火车站、汽车站)→五一路口→西宁宾馆→五岔路北口(中心广场)→舒泊莱雁酒店；头班车：第一班航班降落后30分钟，尾班车：航班结束后30分钟。
- 市区开途经：西宁城市候机楼(八一路客运站)，头班车06:00，尾班车：航班起飞前1.5小时。
- 票价¥21

### 的士
出租车起步价¥8，3公里，之後每公里¥1.3；来往机场与市区的的士收费大约¥100。